# Barnabé (Bíblia)
Barnabé (Chipre, século I – Salamina, c. 61) foi um dos primeiros cristãos mencionados no Novo Testamento. Seus pais, judeus helênicos lhe deram o nome de José (em grego bizantino Ιὠσης), mas quando ele vendeu todos os seus bens e deu o dinheiro aos apóstolos em Jerusalém, eles lhe deram um novo nome, Barnabé, que parece originar-se do aramaico בר נביא, que significa "(o filho da) exortação". No entanto, o texto grego do Atos dos Apóstolos 4:36 explica o nome como υἱός παρακλήσεως (hyios paraklēseōs), que significa "filho da exortação/consolação".
Em Atos 14:14, ele está listado à frente de Paulo, "Barnabé e Paulo", e ambos são chamados ἀπόστολοι , translit. apostoloi,  apóstolos ". Se Barnabé foi um apóstolo ou não, tornou-se uma questão importante debatida na Idade Média. Ele está listado entre os Setenta Discípulos.
É considerado como santo e apóstolo, tanto pela Igreja Católica como pelas Igrejas Ortodoxas, sendo liturgicamente comemorado em 11 de Junho.

## Biografia
Barnabé é um dos primeiros profetas e professores da igreja em Antioquia (Atos 13:1). Lucas fala dele como um "bom homem" (Atos 11:24). Ele nasceu de pais judeus, da tribo de Levi. Sua tia era mãe de João Marcos (Colossenses 4:10), amplamente reconhecido como o autor do Evangelho de Marcos.
Barnabé era natural de Chipre, onde possuía terras (Atos 4:36-37), que vendeu, doando o dinheiro para a igreja em Jerusalém. Quando Paulo regressou a Jerusalém, depois de sua conversão, Barnabé o levou até os apóstolos (Atos 9:27). É possível que eles tenham estudado juntos na escola de Gamaliel.
A prosperidade da igreja em Antioquia levou os apóstolos e irmãos em Jerusalém a enviar Barnabé para lá a fim de supervisioná-la. Ele achou o trabalho tão extenso e pesado que foi para Tarso em busca de Paulo para ajudá-lo. Paulo retornou com ele para Antioquia e trabalhou com ele durante um ano inteiro (Atos 11:25–26). No final deste período, os dois foram enviados até Jerusalém (44) com as contribuições que a igreja de Antioquia havia feito para os membros mais pobres da igreja de Jerusalém (Atos 11:28-30).

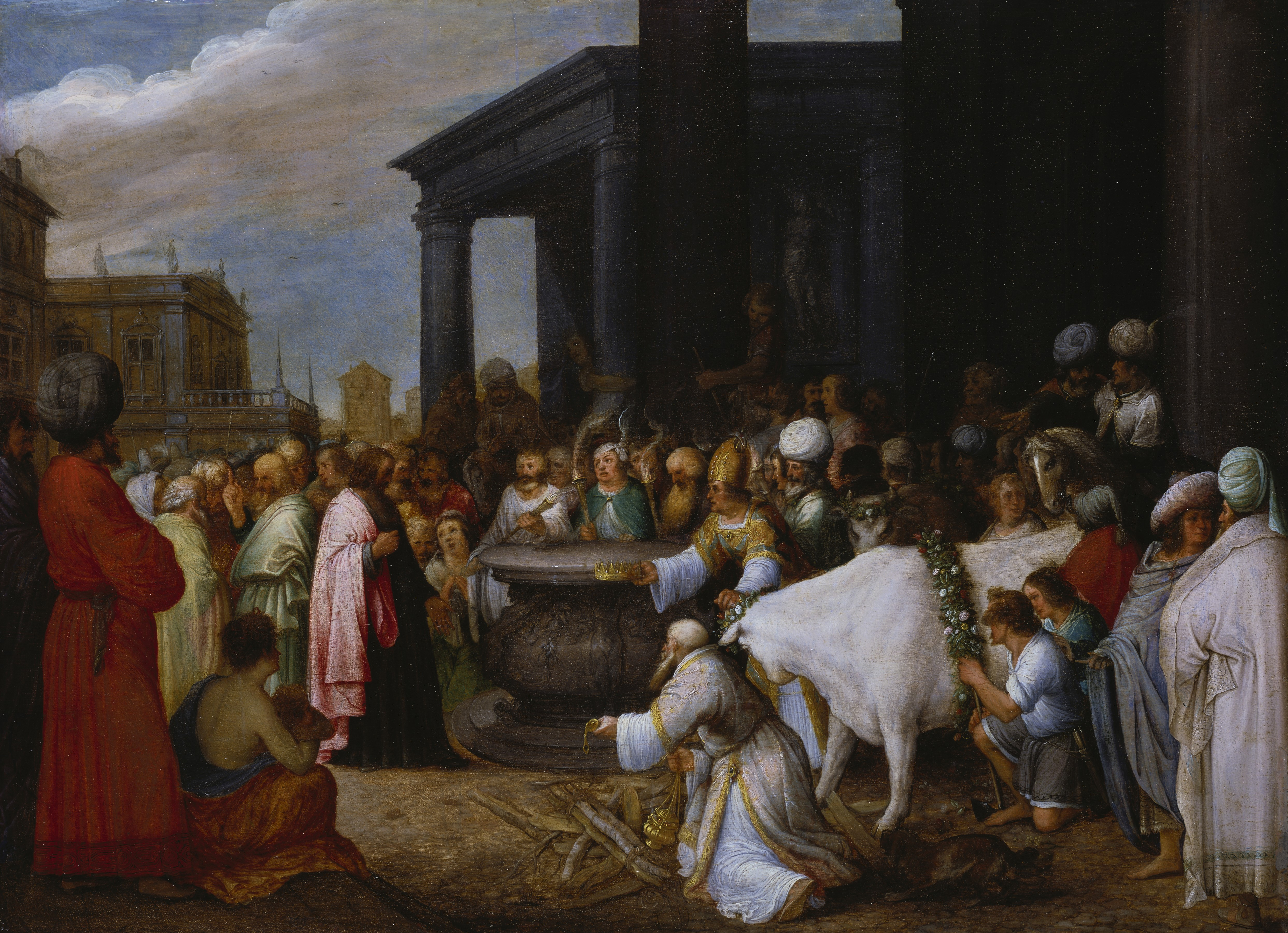
Paulo e Barnabé em Listra, por Adriaen van Stalbemt, óleo sobre cobre, século XVII

Pouco tempo depois eles voltaram, trazendo João Marcos com eles, e foram designados como missionários para a Ásia Menor. Visitaram Chipre e algumas das principais cidades da Panfília, Pisídia, e Licaônia (Atos 13:14). Depois da sua conversão, Paulo de Tarso começa a ganhar destaque. A partir daí, ao invés de "Barnabé e Paulo", como até então (Atos 11:30; Atos 12:25; Atos 13:2,7), agora lê-se "Paulo e Barnabé" (Atos 13:43,46,50; Atos 14:20; Atos 15:2,22,35). Só em Atos 14:14 e Atos 15:12-25 Barnabé ocupa novamente o primeiro lugar, porque tinha uma estreita relação com a igreja de Jerusalém. Paulo aparece numa pregação missionária (Atos 13:16; Atos 14:8-9, 19-20), quando os moradores de Lídia o consideraram como Hermes, e Barnabé como Zeus (Atos 14:12).
Voltando dessa primeira viagem missionária a Antioquia, eles foram novamente enviados a Jerusalém para consultar com a igreja de lá quanto à relação dos gentios com a igreja (Atos 15:2; Gálatas 2:1). Segundo Gálatas 2:9–10, foi feito um acordo entre eles e os apóstolos João e Pedro, ficando decidido que Paulo e Barnabé iriam, no futuro, pregar aos pagãos, não esquecendo os pobres de Jerusalém. Depois da questão ter sido resolvida, voltaram para Antioquia, levando o acordo do que ficaria conhecido Concílio de Jerusalém, segundo o qual gentios poderiam ser admitidos na igreja.
Tendo retornado para Antioquia e passado algum tempo lá, Paulo pediu a Barnabé para acompanhá-lo em outra viagem. Barnabé quis levar João Marcos novamente, mas Paulo não concordou . A disputa terminou com Paulo e Barnabé tomando rotas distintas. Paulo tomou Silas como seu companheiro, e ambos percorreram a Síria e a Cilícia; Barnabé, com seu primo mais novo João Marcos, foram para Chipre (Atos 15).
Barnabé não é mencionado novamente por Lucas em Atos. No entanto, sabe-se que ele continuou a trabalhar como missionário (I Coríntios 9:6).
Quando Barnabé foi à Síria e a Salamina pregando o evangelho, alguns judeus, tendo-se irritado com o seu extraordinário sucesso, caíram sobre ele quando estava pregando na sinagoga, arrastaram-no para fora e apedrejaram-o até a morte. Seu primo, João Marcos enterrou seu corpo em uma caverna, onde permaneceu até a época do imperador Zenão, em 485. Seus restos mortais foram encontrados em 488. Seu túmulo se encontra no mosteiro construído em seu nome, em Salamina (Chipre).
Barnabé é venerado como o santo padroeiro de Chipre.

## Supostos escritos
Tertuliano e outros escritores ocidentais atribuem a Barnabé a autoria da epístola aos Hebreus. Isto pode ser devido ao fato de que, segundo a tradição romana, este teria sido um dos primeiros livros a serem escritos.
De acordo com Fócio (Quaest. Em Amphil. ,123), Barnabé escreveu os Atos dos Apóstolos. O consenso atual atribui o livro a Lucas.
Barnabé também é tradicionalmente associado à chamada Epístola de Barnabé, embora estudiosos modernos achem mais provável que a epístola tenha sido escrita posteriormente em Alexandria, no ano de 130.
Um livro chamado Evangelho de Barnabé está listado em dois catálogos de textos apócrifos. Outro livro com esse mesmo título, Evangelho de Barnabé, sobrevive em dois manuscritos pós-medievais, escritos em italiano e espanhol. Embora o livro seja atribuído a Barnabé, um exame do texto sugere que tenha sido escrito por um italiano do século XIV. Há uma série de indícios que sugerem ser este o Evangelho de Barnabé citado anteriormente. Contrariando os Evangelhos, e em conformidade com o ponto de vista islâmico sobre Jesus, este Evangelho de Barnabé afirma que Jesus não era o filho de Deus, mas um profeta, e chama Paulo de "Enganador." O livro também diz que Jesus ascendeu vivo ao céu, sem ter sido crucificado, e que Judas Iscariotes teria sido crucificado em seu lugar.